# Grammy Awards de 2020
A 62.ª cerimônia anual do Grammy Awards foi realizada em 26 de janeiro de 2020, no Staples Center, em Los Angeles. Ele reconheceu as melhores gravações, composições e artistas do ano de elegibilidade, de 1 de outubro de 2018 a 31 de agosto de 2019. Lizzo recebeu o maior número de nomeações, com um total de oito, seguida de Billie Eilish e Lil Nas X, com seis cada. Eilish e seu irmão, o produtor musical Finneas O'Connell, foram os maiores premiados da noite, com cinco vitórias cada. Além disso, Eilish tornou-se a primeira artista a vencer concomitantemente as quatro categorias principais, Gravação do Ano, Álbum do Ano, Canção do Ano e Artista Revelação, desde Norah Jones no Grammy Awards de 2003.
Depois de muitos anos sendo tradicionalmente realizada em fevereiro (exceto durante os anos das Olimpíadas de Inverno), a 62.ª cerimônia do Grammy foi antecipada para janeiro, após a decisão do Oscar de mudar sua cerimônia de 2020 para o segundo domingo de fevereiro. Esta foi a primeira edição do Grammy Awards que a nova presidente da Academia Nacional de Artes e Ciências de Gravação, Deborah Dugan, presidiu.
A cerimônia foi apresentada pela cantora Alicia Keys. Neste ano, a banda Aerosmith foi celebrada com o Pessoa do Ano MusiCares numa cerimônia que precede o evento. Ocorrido no Staples Center no mesmo dia da morte do jogador de basquete Kobe Bryant, que jogava para o Los Angeles Lakers, o evento exibiu diversas homenagens, incluindo a apresentação de "It's So Hard to Say Goodbye to Yesterday" pela apresentadora Alicia Keys e Boyz II Men, além das inserções de Lil Nas X, Lizzo e DJ Khaled.

## Performances
| Artista(s) | Canção(es)                                                                   | Apresentado por               |
| Pré-show | Pré-show                                                                     | Pré-show                      |
| --- | ---------------------------------------------------------------------------- | ----------------------------- |
| Chick Corea e the Spanish Heart Band | House Band                                                                   | Imogen Heap                   |
| Angélique Kidjo | "Afrika"                                                                     | Imogen Heap                   |
| Nicola Benedetti | Instrumental                                                                 | Imogen Heap                   |
| Yola | "Faraway Look"                                                               | Imogen Heap                   |
| Premiação |                                                                              |                               |
| Lizzo | "Cuz I Love You" "Truth Hurts"                                               | —                             |
| Alicia Keys Boyz II Men | Tributo a Kobe Bryant "It's So Hard to Say Goodbye to Yesterday"             | —                             |
| Blake Shelton Gwen Stefani | "Nobody but You"                                                             | Alicia Keys                   |
| Alicia Keys | Homenagem a artistas nomeados ao som de "Someone You Loved" de Lewis Capaldi | —                             |
| Jonas Brothers | "Five More Minutes" "What a Man Gotta Do"                                    | Billy Porter                  |
| Tyler, The Creator Boyz II Men Charlie Wilson | "Earfquake" "New Magic Wand"                                                 | Trevor Noah                   |
| Usher FKA Twigs Sheila E. | Tributo a Prince "Little Red Corvette" "When Doves Cry" "Kiss"               | Alicia Keys                   |
| Camila Cabello | "First Man"                                                                  | Jim Gaffigan                  |
| Tanya Tucker Brandi Carlile | "Bring My Flowers Now"                                                       | —                             |
| Ariana Grande | "Imagine" My Favorite Things" 7 Rings" Thank U, Next"                        | Ben Platt                     |
| Billie Eilish Finneas O'Connell | "When the Party's Over"                                                      | Alicia Keys                   |
| Aerosmith Run-DMC | "Livin' on the Edge" "Walk This Way"                                         | Common                        |
| Lil Nas X Billy Ray Cyrus BTS Diplo Mason Ramsey Nas | "Old Town Road" "Rodeo"                                                      | Ellen DeGeneres               |
| Demi Lovato | "Anyone"                                                                     | Greta Gerwig                  |
| DJ Khaled Kirk Franklin John Legend Meek Mill Roddy Ricch YG                                                                                                   | Tributo a Nipsey Hussle "Higher"                                             | Ava DuVernay                  |
| Rosalía | "Juro Qué" "Malamente"                                                       | Alicia Keys                   |
| Alicia Keys Brittany Howard | "Underdog"                                                                   | —                             |
| H.E.R. | "Sometimes"                                                                  | Sharon Osbourne Ozzy Osbourne |
| Bonnie Raitt | Tributo a John Prine "Angel from Montgomery"                                 | —                             |
| Gary Clark Jr. The Roots | "This Land"                                                                  | Bonnie Raitt                  |
| Trombone Shorty Orleans Avenue Preservation Hall Jazz Band | Tributo a Dr. John                                                           | —                             |
| Ben Platt Cyndi Lauper John Legend Joshua David Bell Debbie Allen Misty Copeland Camila Cabello Gary Clark Jr. Lang Lang The War and Treaty Lee Curreri Common | Tributo à educação musical e Kenneth Ehrlich "I Sing the Body Electric"      | John Legend                   |

## Vencedores e indicados

### Geral
| Gravação do Ano - "Bad Guy" – Billie Eilish - "Hey, Ma" – Bon Iver - "7 Rings" – Ariana Grande - "Hard Place" – H.E.R. - "Talk" – Khalid - "Old Town Road" – Lil Nas X (com participação de Billy Ray Cyrus) - "Truth Hurts" – Lizzo - "Sunflower" – Post Malone e Swae Lee                                                                 | Álbum do Ano (apresentado por LL Cool J) - When We All Fall Asleep, Where Do We Go? – Billie Eilish - I, I – Bon Iver - Norman Fucking Rockwell! – Lana Del Rey - Thank U, Next – Ariana Grande - I Used to Know Her – H.E.R. - 7 – Lil Nas X - Cuz I Love You – Lizzo - Father of the Bride – Vampire Weekend |
| Canção do Ano (apresentado por Smokey Robinson e Little Big Town) - "Bad Guy" – Billie Eilish - "Always Remember Us This Way" – Lady Gaga - "Bring My Flowers Now" – Tanya Tucker - "Hard Place" – H.E.R. - "Lover" – Taylor Swift - "Norman Fucking Rockwell" – Lana Del Rey - "Someone You Loved" – Lewis Capaldi - "Truth Hurts" – Lizzo | Artista Revelação (apresentado por Alicia Keys e Dua Lipa) - Billie Eilish - Black Pumas - Lil Nas X - Lizzo - Maggie Rogers - Rosalía - Tank and the Bangas - Yola |

### Pop
| Melhor Performance Pop Solo (apresentado por Keith Urban e Cynthia Erivo) - "Truth Hurts" – Lizzo - "7 Rings" – Ariana Grande - "Spirit" – Norah - "Bad Guy" – Billie Eilish - "You Need to Calm Down" – Taylor Swift | Melhor Performance Pop de Grupo/Dupla - "Old Town Road" – Lil Nas X (com participação de Billy Ray Cyrus) - "Boyfriend" – Ariana Grande e Social House - "Sucker" – Jonas Brothers - "Sunflower" – Post Malone e Swae Lee - "Señorita" – Shawn Mendes e Camila Cabello |
| Melhor Álbum Vocal de Pop Tradicional - Look Now – Elvis Costello & The Imposters - Sì – Andrea Bocelli - Love – Michael Bublé - A Legendary Christmas – John Legend - Walls – Barbra Streisand                       | Melhor Álbum Vocal de Pop - When We All Fall Asleep, Where Do We Go? – Billie Eilish - The Lion King: The Gift – Beyoncé - Thank U, Next – Ariana Grande - No.6 Collaborations Project – Ed Sheeran - Lover – Taylor Swift                                             |

### Dance/Eletrônica
| Melhor Gravação de Dance - "Got to Keep On" – The Chemical Brothers - "Linked" – Bonobo - "Piece of Your Heart" – Meduza com participação de Goodboys - "Underwater" – Rüfüs Du Sol - "Midnight Hour" – Skrillex e Boys Noize com participação de Ty Dolla Sign | Melhor Álbum de Dance/Eletrônica - No Geography – The Chemical Brothers - LP5 – Apparat - Hi This Is Flume – Flume - Solace – Rüfüs Du Sol - Weather – Tycho |

### Música Instrumental Contemporânea
| Melhor Álbum Instrumental Contemporâneo - Mettavolution – Rodrigo y Gabriela - Ancestral Recall – Christian Scott - Star People Nation – Theo Croker - Beat Music! Beat Music! Beat Music! – Mark Guiliana - Elevate – Lettuce |

### Rock
| Melhor Performance de Rock - "This Land" – Gary Clark Jr. - "Pretty Waste" – Bones UK - "History Repeats" – Brittany Howard - "Woman" – Karen O e Danger Mouse - "Too Bad" – Rival Sons   | Melhor Performance de Metal - "7empest" – Tool - "Astorolus – The Great Octopus" – Candlemass (com participação de Tony Iommi) - "Humanicide" – Death Angel - "Bow Down" – I Prevail - "Unleashed" – Killswitch Engage |
| Melhor Canção de Rock - "This Land" – Gary Clark Jr. - "Fear Inoculum" – Tool - "Give Yourself a Try" – The 1975 - "Harmony Hall" – Vampire Weekend - "History Repeats" – Brittany Howard | Melhor Álbum de Rock - Social Cues – Cage the Elephant - Amo – Bring Me the Horizon - In the End – The Cranberries - Trauma – I Prevail - Feral Roots – Rival Sons                                                     |

### Rap
| Melhor Performance de Rap - "Racks in the Middle" – Nipsey Hussle com part. de Roddy Ricch & Hit-Boy - "Middle Child" – J. Cole - "Suge" – DaBaby - "Down Bad" – Dreamville com part. de JID, Bas, J. Cole, EarthGang & Young Nudy - "Clout" – Offset com part. de Cardi B | Melhor Performance de Rap/Cantada (apresentado por Sharon Osbourne e Ozzy Osbourne) - "Higher" – DJ Khaled com part. de Nipsey Hussle & John Legend - "Drip Too Hard" – Lil Baby & Gunna - "Panini" – Lil Nas X - "Ballin'" – Mustard com part. de Roddy Ricch - "The London" – Young Thug com part. de J. Cole & Travis Scott |
| Melhor Canção de Rap - "A Lot" – Jermaine Cole, Dacoury Natche, 21 Savage & Anthony White, compositores (21 Savage com part. de J. Cole) - "Bad Idea" – Chancelor Bennett, Cordae Dunston, Uforo Ebong & Daniel Hackett, compositores (YBN Cordae com part. de Chance the Rapper) - "Gold Roses" – Noel Cadastre, Aubrey Graham, Anderson Hernandez, Khristopher Riddick-Tynes, William Leonard Roberts II, Joshua Quinton Scruggs, Leon Thomas III & Ozan Yildirim, compositores (Rick Ross com part. de Drake) - "Racks in the Middle" – Ermias Asghedom, Dustin James Corbett, Greg Allen Davis, Chauncey Hollis Jr. & Rodrick Moore, compositores (Nipsey Hussle com part. de Roddy Ricch & Hit-Boy) - "Suge" – DaBaby, Jetsonmade & Pooh Beatz, compositores (DaBaby) | Melhor Álbum de Rap - Igor – Tyler, the Creator - Revenge of the Dreamers III – Dreamville - Championships – Meek Mill - I Am > I Was – 21 Savage - The Lost Boy – YBN Cordae |

### Country
| Melhor Performance Solo de Country - "Ride Me Back Home" – Willie Nelson - "All Your'n" – Tyler Childers - "Girl Goin' Nowhere" – Ashley McBryde - "God's Country" – Blake Shelton - "Bring My Flowers Now" – Tanya Tucker | Melhor Performance Country de Dupla/Grupo (apresentado por Bebe Rexha e Shania Twain) - "Speechless" - Dan + Shay - "Brand New Man" – Brooks & Dunn com Luke Combs - "I Don't Remember Me (Before You)" – Brothers Osborne - "The Daughters" – Little Big Town - "Common" – Maren Morris com part. de Brandi Carlile |
| Melhor Canção de Country - "Bring My Flowers Now" – Brandi Carlile, Phil Hanseroth, Tim Hanseroth & Tanya Tucker, compositores (Tanya Tucker) - "Girl Goin' Nowhere" – Jeremy Bussey & Ashley McBryde, comppsitores (Ashley McBryde) - "It All Comes Out in the Wash" – Miranda Lambert, Hillary Lindsey, Lori McKenna & Liz Rose, compositores (Miranda Lambert) - "Some of It" – Eric Church, Clint Daniels, Jeff Hyde & Bobby Pinson, compositores (Eric Church) - "Speechless" – Shay Mooney, Jordan Reynolds, Dan Smyers & Laura Veltz, compositores (Dan + Shay) | Melhor Álbum de Country - While I'm Livin' – Tanya Tucker - Desperate Man – Eric Church - Stronger Than the Truth – Reba McEntire - Interstate Gospel – Pistol Annies - Center Point Road – Thomas Rhett |

### Mídia Visual
| Melhor Compilação de Mídia Visual - A Star Is Born – Lady Gaga & Bradley Cooper - The Lion King: The Songs – Vários artistas - Quentin Tarantino's Once Upon a Time in Hollywood – Vários artistas - Rocketman – Taron Egerton - Spider-Man: Into the Spider-Verse – Vários artistas | Melhor Trilha Orquestrada de Mídia Visual - Chernobyl – Hildur Guðnadóttir - Avengers: Endgame – Alan Silvestri - Game of Thrones: Season 8 – Ramin Djawadi - The Lion King – Hans Zimmer - Mary Poppins Returns – Marc Shaiman |
| Melhor Canção Escrita para Mídia Visual - "I'll Never Love Again" (A Star Is Born) – Lady Gaga, Natalie Hemby, Hillary Lindsey e Aaron Raitiere - "The Ballad of the Lonesome Cowboy" (Toy Story 4) – Randy Newman - "Girl in the Movies" (Dumplin') – Dolly Parton e Linda Perry - "Spirit" (The Lion King) – Beyoncé Knowles-Carter, Timothy McKenzie e Ilya Salmanzadeh - "Suspirium" (Suspiria) – Thom Yorke | |